# Дюрнштайн
Дю́рнштайн (нім. Dürnstein) — місто у федеральній землі Нижня Австрія, Австрія. 
Входить до складу округу Кремс-Ланд. Населення - 867 чоловік (2012). Займає площу 16,81 км². 
Дюрнштайн внесений до списку світової спадщини ЮНЕСКО.

## Етимологія
Назва цього міста походить від середньовічного замку Дюрнштайн, руїни якого розташовані за містом на височині. Ім’я замку пішло від німецького дюр (dürr), що означає сухий, та штайн (Stein) – камінь. Замок був "сухим", оскільки він побудований на скелястому пагорбі, високо над вологими місцинами Дунаю, та, власне, і сам замок збудований із каменю.

## Географія
Місто розташоване в долині Вахау на лівому березі Дунаю, за 4 кілометри на захід від Кремсу.

## Історія
1193 року у замку над містом, австрійським герцогом Леопольдом V був ув'язнений король Англії Річард I Левине Серце, який повернувся з Третього хрестового походу. 1645 року замок майже повністю був знищений шведами. 1805 року неподалік міста відбулась битва між об'єднаними силами Австрійської та Російської імперій з Французькою імперією, що отримала назву Битва при Дюрнштайні.

## Політична ситуація
Рада представників комуни (нім. Gemeinderat), за результатами виборів 2005 року, складається з:
- АНП займає 11 місць.
- СДПА займає 2 місця.
- АПС займає 2 місця.

## Зовнішні зв'язки
Дюрнштайн має 1 місто-побратим:
- Тегернзе, Німеччина

## Галерея

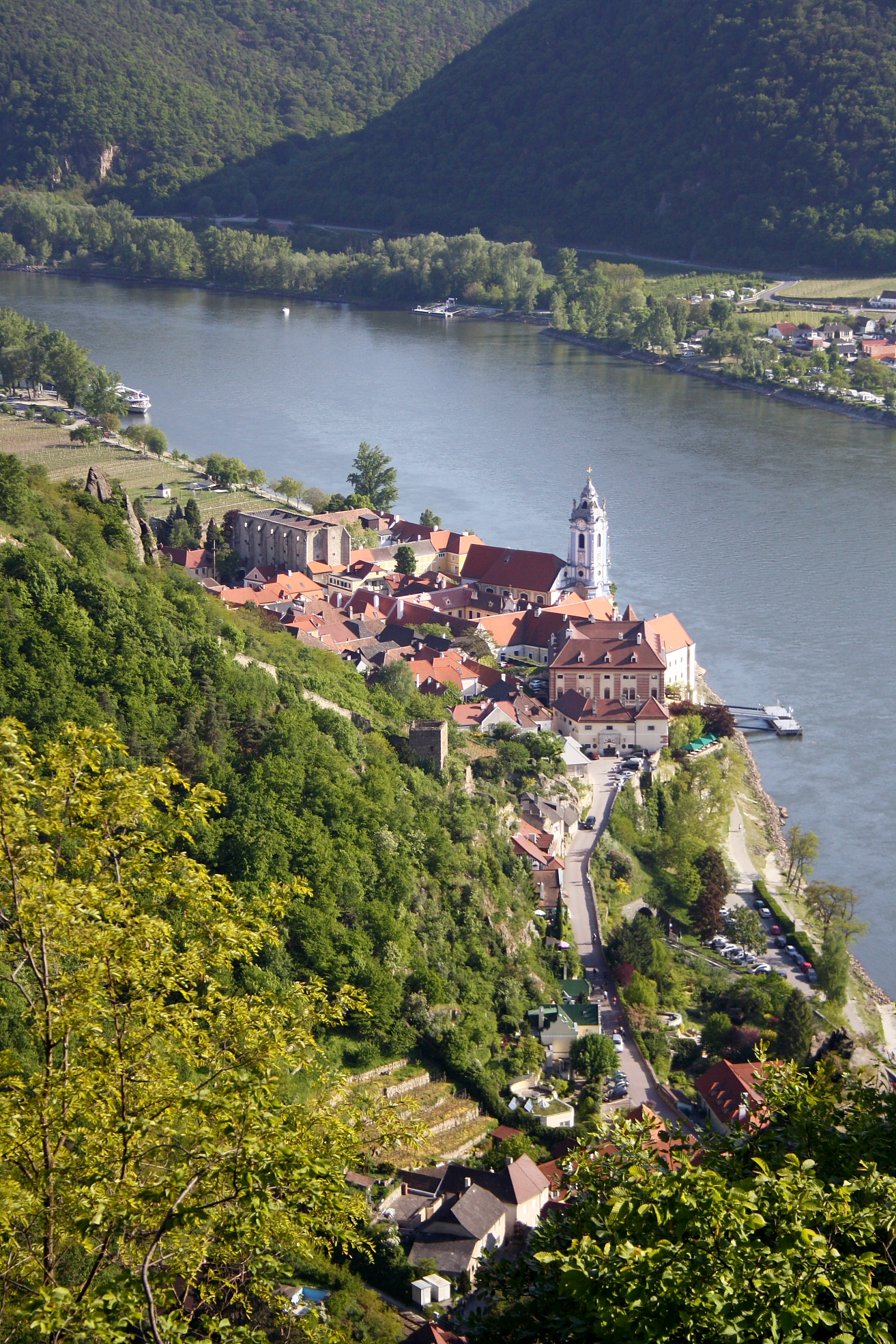
Загальний вигляд
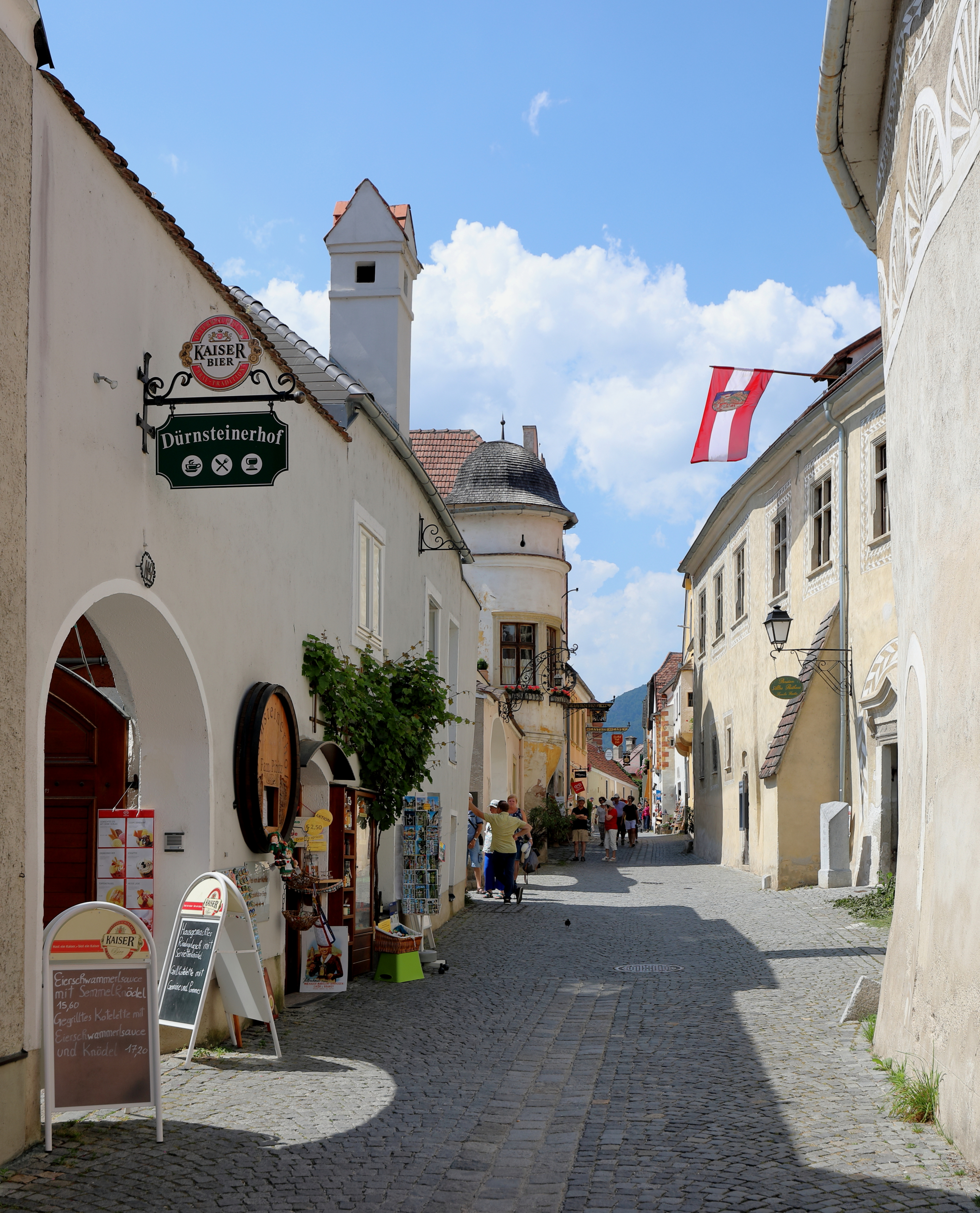
Вуличка
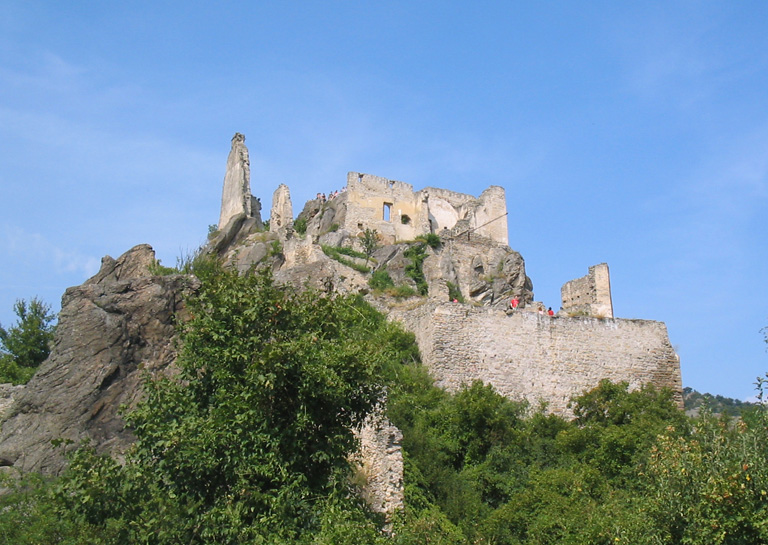
Замок
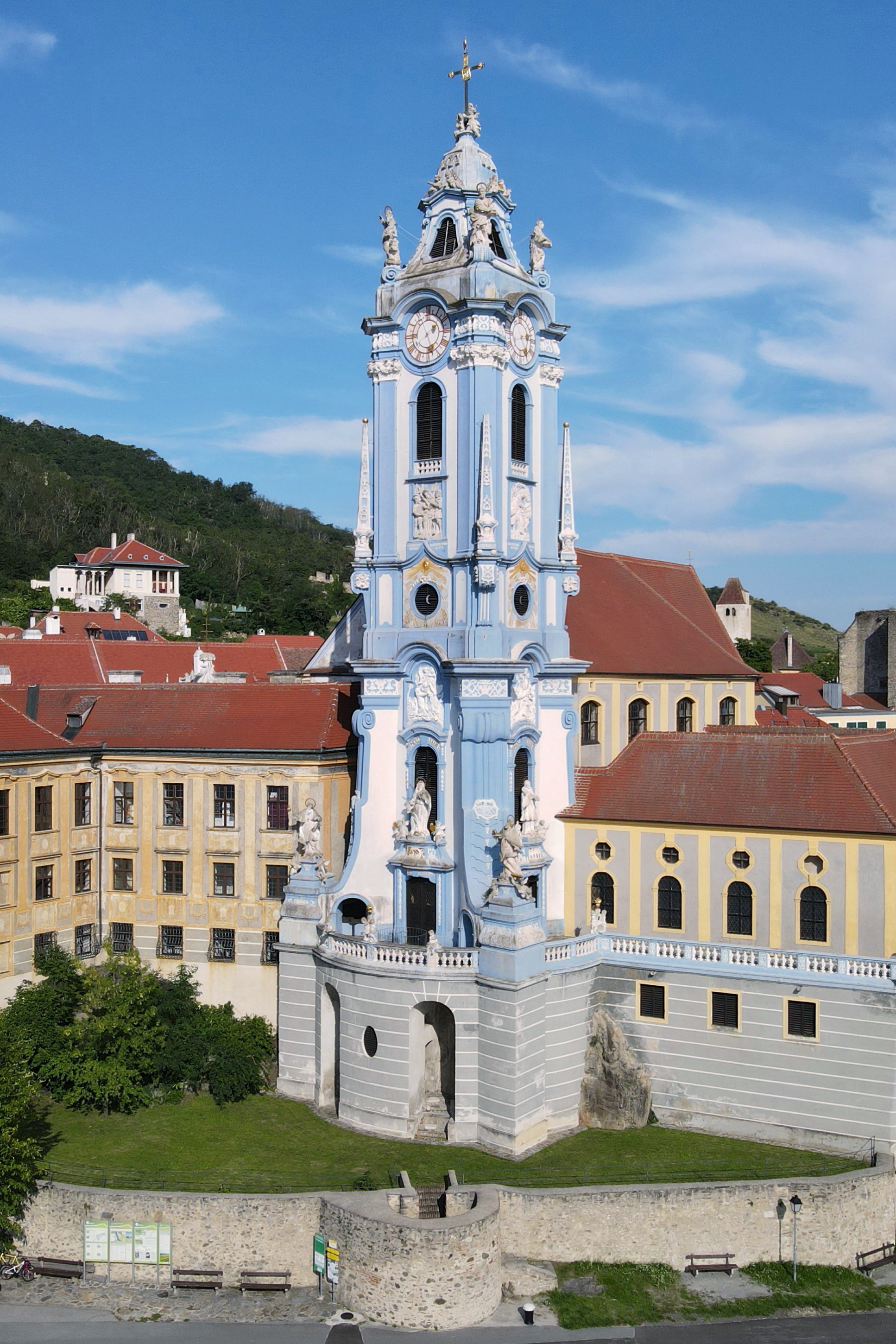
Дзвіниця